# Cymbipyga
Cymbipyga is een vliegengeslacht uit de familie van de roofvliegen (Asilidae).

## Soorten
- C. cymbafera (Artigas, 1983)